# Raimund Nowak
Raimund Nowak (* 6. September 1955 in Bad Bevensen)  ist ein deutscher Politiker (Bündnis 90/Die Grünen).

## Leben
Raimund Nowak war von Mai 2003 bis Januar 2009 ehrenamtlich  Landesvorsitzender der niedersächsischen Grünen. Von 1986 bis 2001 engagierte sich Raimund Nowak in der Kommunalpolitik im Landkreis Uelzen. Er war Vorsitzender der grünen Fraktionen im Rat der Stadt Uelzen und im Kreistag. Von 1996 bis 2002 saß er im Verwaltungsrat der Sparkasse Uelzen und leitete den Umweltausschuss der Stadt Uelzen.
Nowak initiierte eine Beteiligung Uelzens an der Weltausstellung EXPO 2000 und realisierte mit einem Trägerverein das Projekt Bahnhof 2000 Uelzen – Umwelt- und Kulturbahnhof. Dieses Vorhaben ist insbesondere wegen der Beteiligung des Künstlers Friedensreich Hundertwasser bekannt geworden. Seit dem Jahr 2020 engagiert sich der in Hannover wohnende Raimund Nowak für die Revitalisierung des Hundertwasser Bahnhofs. Nowak ist Vorsitzender eines Vereins, der seit dem Jahr 2022 den Kunstraum im Hundertwasser-Bahnhof betreibt und dort Ausstellungen über Leben und Werk des Künstlers, Baumeisters und Umweltaktivisten Friedensreich Hundertwasser anbietet.
In der Landespolitik engagierte sich der seit 2002 in Hannover lebende Raimund Nowak vornehmlich in der Europa- und Kommunalpolitik. So wurde im Jahr 2004 der erste grenzüberschreitende Regionalverband zwischen niedersächsischen Kreisverbänden und der niederländischen Schwesterpartei GroenLinks gegründet. Die Kampagne Stadt, Land, Grün ist eine beispielhafte Landesinitiative zur Koordinierung der kommunalpolitischen Aktivitäten, die von Nowak initiiert wurde.
Nowak leitete  2007 bis 20011 die Grundsatzabteilung im Büro des Oberbürgermeisters  der Landeshauptstadt Hannover und war von Juni 2009 bis September 2020 war Raimund Nowak Geschäftsführer der Metropolregion Hannover-Braunschweig-Göttingen-Wolfsburg Diese Gesellschaft wird von Kommunen, dem Land Niedersachsen, Hochschulen und Unternehmen getragen. Nowak war u. a. verantwortlich für nationale und internationale Kooperationsprojekte im Bereich der Elektromobilität. Er setzte sich für die deutsch-französische  Zusammenarbeit ein und wurde dafür im Juni 2020 vom Kulturminister der Republik Frankreich zum OFFICIER DE L'ORDRE DES ARTS ET DES LETTRES ernannt.

## Schriften
- Raimund Nowak, Assunta Verrone, Peter Nickl (Hrsg.): Nachhaltigkeit denken. Texte zum 2. Festival der Philosophie, Hannover 2010, in der Reihe Philosophie: Forschung und Wissenschaft, Bd. 36, Berlin; Münster: Lit, 2011, ISBN 978-3-643-11044-2